# Narrativa hipertextual

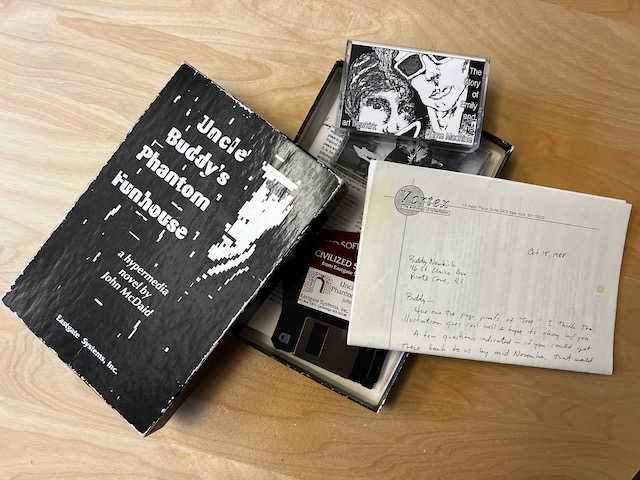
Uncle Buddy's Phantom Funhouse fue una ficción de hipertexto publicada en 1992 que se vendió en una caja con casetes de audio y elementos en papel, además de los discos de hipertexto.

Se denomina hiperficción o narración hipertextual a las narraciones mediante hipertexto, es decir, compuestas por un conjunto de fragmentos de texto (que algunos llaman lexías) relacionados entre sí por enlaces. Se caracterizan por no tener un único camino establecido por el autor, sino que deja al lector la capacidad de elegir su camino entre varios posibles. En ocasiones no tiene ni siquiera un principio establecido. Casi nunca tiene final. Las versiones más extremas permiten al lector modificar la obra, o bien directamente, o bien colaborando con el autor original.

## Antecedentes
A lo largo de la historia, la humanidad ha creado diferentes maneras para poderse comunicar y expresar. Originariamente fueron las imágenes y la lengua oral (los vehículos de comunicación por excelencia), mucho antes de que se estableciera el código alfabético. Esos vehículos transportan relatos de generación en generación, manteniéndose viva la memoria colectiva.
Sin embargo, en los dos últimos siglos, ha surgido un despliegue de conocimientos científico-tecnológicos. Con la imprenta, el siglo XIX fue eminentemente narrativo ya que permitió que se expandieran los saberes hacia todos los lugares posibles.
En el siglo XX, los autores literarios buscaron los modos de romper las limitaciones que imponía la tradición heredada del siglo XIX a su labor creativa. Ello significaba eliminar la voz autorial, multiplicar perspectivas, romper la sucesión cronológica del discurso... Se propone así un reto que se distancia del esquema secuencial propio de los discursos narrativos (introducción, desarrollo y desenlace). La lógica discursiva de los textos digitales rompe esta secuencia tradicional (lineal) y desarrolla una lógica circular, donde la información está interconectada y no existe una jerarquía en sus relaciones. Es entonces que los esquemas y recursos narrativos que poseen los lectores de textos tradicionales no son suficientes para dar sentido a la información obtenida a través de la red, debido a la falta de orientación en el discurso. La discontinuidad en la trama es la característica básica que señala la fragmentación del discurso propio de la red.
Otro de los objetivos es intentar acabar con los obstáculos que nacen del papel y la lectura en formato de libro. Sin embargo, el placer de la lectura de un relato escrito, un relato audiovisual o de un hipertexto difiere en función el contexto cultural que los producen.
Nacieron así obras no lineales (o que se plantean suprimir la linealidad) publicadas en papel, especialmente durante la segunda mitad del siglo XX: 
- "Examen de la obra de Herbert Quain" y "El jardín de los senderos que se bifurcan", ambos de 1941, que saldrán incluidos en el libro Ficciones de Jorge Luis Borges, en 1944.
- Cien mil millones de poemas (1961), de Raymond Queneau.
- Rayuela, de Julio Cortázar, 1963.
- El castillo de los destinos cruzados (1973) y Si una noche de invierno un viajero (1979), de Italo Calvino.
- La vida instrucciones de uso (La Vie mode d'emploi) novela de Georges Perec, 1978.
- Diccionario Jázaro de Milorad Pavić, 1985.

También, sin ser "alta literatura", aparecieron todo tipo de obras de Elige tu propia aventura o Libros Juego en los que la lectura se completaba con otros elementos más propios de los juegos de mesa: dados, anotaciones, etc.
Estas obras intentaban romper el paradigma narrativo moderno, en el que los papeles del lector, el narrador, los personajes, el tiempo, etc. estaban plenamente establecidos. De esta manera, se puede relacionar el nacimiento de la narrativa no lineal o hipertextual con la idea de posmodernidad, en la que ya no es posible establecer una voz o una visión dominante, sino que se impone el perspectivismo. 
También la crítica literaria de Roland Barthes o Jacques Derrida parecía haber previsto este desarrollo tecnológico, apuntando a lo que después sería el hipertexto a través de la intertextualidad o las "lexías" de contenido que se relacionan con múltiples niveles de significación.
Es en nuestros tiempos cuando aparecen los más variados y numerosos relatos emitidos desde las revistas, las pantallas de televisión, del cine, de los videojuegos o de cualquier otro formato que posibilite la narración de historias.
Se constata que estos relatos creados en entornos digitales multimedia han ganado todos los espacios públicos, en contrapartida a los sitios de más difícil acceso para la población, propio de las Bibliotecas Públicas.

## Clasificación según la relación lector-autor
Existen dos grandes tipos:
- Hiperficción constructiva o Escritura colaborativa: En esta, el lector puede modificar la historia. La hiperficción constructiva consiste en el trabajo colaborativo de varios autores (autoría compartida)

- Hiperficción explorativa: La hiperficción explorativa tiene un solo autor, pero da la libertad al lector de tomar decisiones sobre sus trayectos de lectura, eligiendo qué nexos establecer en cada momento.

La narrativa hipertextual requiere de un lector activo. En la narrativa hipertextual las cosas cambian, los roles de emisor y receptor pueden ser intercambiables, los contenidos pueden ser abiertos, dependientes de las elecciones del usuario y no hay una sola estructura central. En resumen, la propuesta es abandonar los actuales sistemas conceptuales basados en nociones como centro, margen, jerarquía y secuencialidad y sustituirlos por la multilinealidad, nodos, nexos y redes.

## Subtipo de la narrativa hipertextual: la narrativa hipermedia
Un subtipo especial dentro de la narrativa hipertextual lo compone la narrativa hipermedia, es decir, aquellas en las que además de texto y enlaces se incluye otro tipo de elementos multimedia, como el sonido, la imagen, la imagen en movimiento, etc. Los modelos más recientes de novela hipermedia, como Golpe de gracia Archivado el 7 de junio de 2007 en Wayback Machine., se acercan mucho al mundo de los juegos de ordenador, hasta el punto de que cabe preguntarse si no son realidades similares.
Se señalan a continuación algunas de las principales estrategias de transgresión utilizadas en los relatos hipermedia:
- la secuencia: la narración se estructura de acuerdo a una secuencia cronológica cuando la historia y el discurso se atienden a un mismo orden sucesivo. Ese sería el orden secuencial de los films, cómics… que siguen una secuencia cercana a la propuesta en los cuentos tradicionales. En cambio, los discursos hipertextuales se estructuran con una secuencia narrativa anacrónica en la que la historia no responde a un orden sucesivo, ni tampoco coincide con el tiempo del discurso. En estos discursos narrativos será el flujo de textos e imágenes quién ordenará la historia de modo que la secuencia narrativa se pueda inferir de ellas. La inferencia se hace posible por las condiciones propias del montaje, que ordenará el discurso sin una secuencia lineal pero siguiendo una idea previa proveniente de aquella instancia de producción. Este tipo de discursos son propios de los videojuegos y los videoclips.

- el autor: en los relatos hipermedia el autor no aparece con claridad, oculto tras múltiples elecciones del lector quien se percibe como narrador y se confunde en la autoría de los relatos.

- el espacio lector: el lector participa en la trama a partir de su propia inmersión en la toma de decisiones, que le permite configurar su propia historia. Es él quien le confiere unidad y sentido al relato que propone el programa. El factor interactivo permite una actuación del usuario que cree decidir sobre la máquina aunque en realidad está operando bajo normas ya previstas en el propio diseño. El jugador se siente incluido en la trama porque el programa le permite desempeñar un rol, lo que produce una fuerte identificación.

## Herramientas
Herramientas de autor: StorySpace™, StoryVision™, Movie Magic Screenwriting™ y Tinderbox™.

## Páginas de referencia
- Revista Hipertulia (2008)
- "Teresa Gómez Trueba, "Creación literaria en la Red: de la narrativa posmoderna a la hiperficción", Universidad de Valladolid":